# JFC Jazz Club
JFC Jazz Club — одна из старейших ныне существующих в России джазовых концертных плошадок.

## История
Музыкальный клуб «JFC Jazz Club» был открыт в Санкт-Петербурге, в 1994 году. Первоначальное название зала, первое время располагавшегося на территории Таврического сада — «Новый джазовый клуб».
С 1995 года расположен в одном из внутренних дворов дома № 33 на Шпалерной улице.
Является одной из наиболее долго работающих петербургский независимых джазовых сцен, популярной площадокой для ценителей классики и импровизационной музыки: джаз-рока, блюза, эйсид-джаза, фанка, фри-джаза и латиноамериканских ритмов.
Небольшое, стометровое пространство, в котором джазовая традиция и джазовый авангард одинаково любимы. Открыт с 19.00 до 22.00 в дни концертов. Начало концертов в 20.00.
Джаз-клуб JFC возник еще под другим названием в Таврическом саду. Находился он в помещении, где в то время размещался театр «Опера кукол», и там же 1 раз в неделю действовала некая церковь. Клуб стал работать ежедневно, а первопроходцами были бессменные директора – Феликс Народицкий и Виталий Юденок. Они оба являются трубачами с классическим образованием, неравнодушными к джазу, и они же решили основать этот клуб.

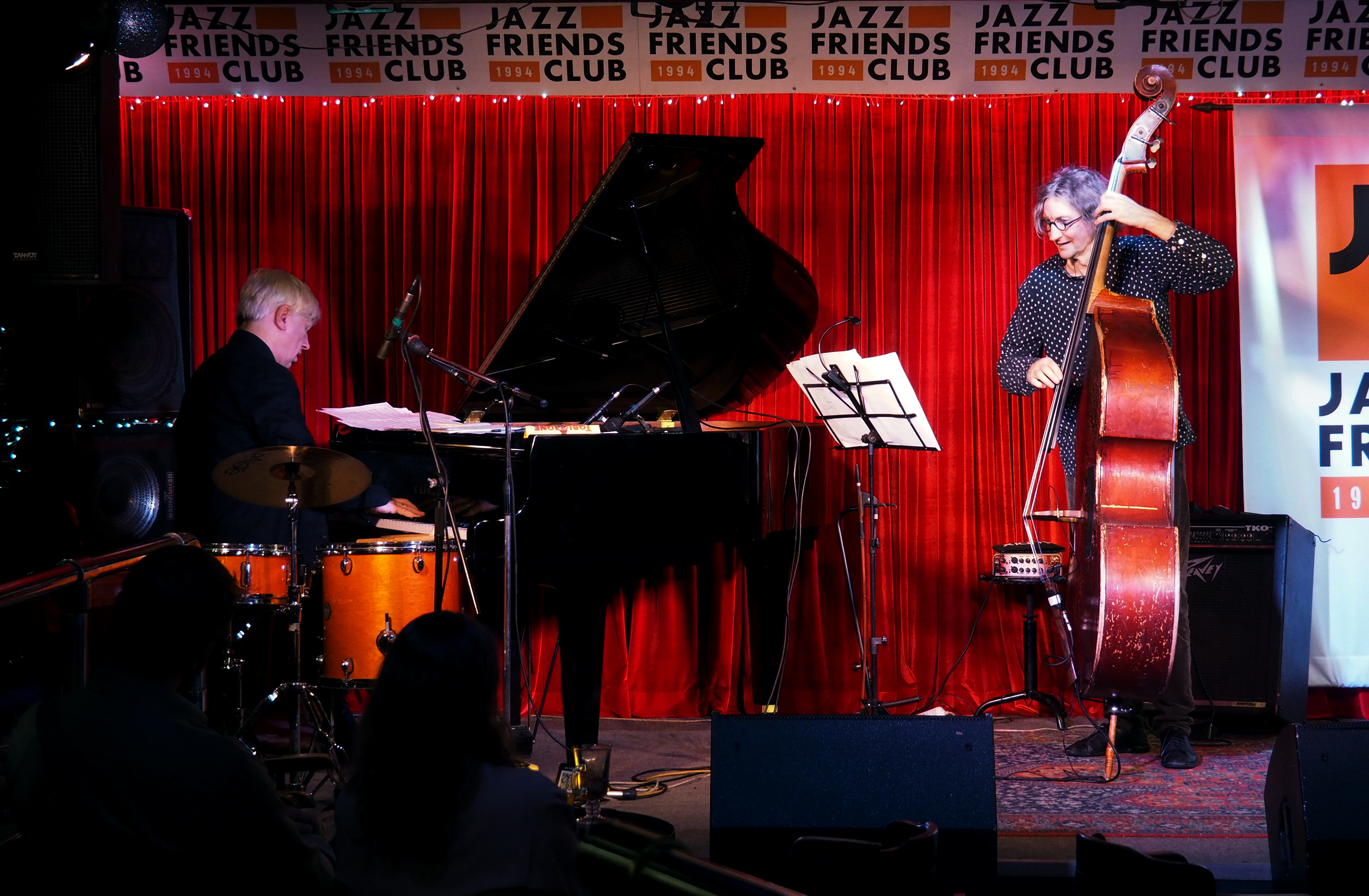
JFC Jazz Club. Выступают Андрей Кондаков и Владимир Волков. 2023 (фото — Вл. Михайлуцы)

За время существования клуба, сотни музыкантов с мировым именем выступали на его сцене. Здесь играли: Игорь Бутман, Андрей Кондаков, Владимир Тарасов, Владимир Чекасин, Вячеслав Ганелин, Аркадий Шилклопер, Сергей Манукян, Джей Ди Уолтер, Билли Кобэм, Эдди Гомес, Гэри Бартц, Пол Болленбек, Кешаван Маслак, Фил Минтон, Виталий Юденок, Рэнди Брэккер, Давид Санчес, Кортни Пайн, Ленни Уайт, саксофонист Анатолий Герасимов, трубач Александр Фишер, Владимир Волков, Саинхо Намчылак, Яна Радион, Ирина Зубарева, Алексей Кузнецов, гитарист Валерий Белинов, басист Олег Тархов, барабанщик Гарий Багдасарьян, трубач Борис Романов, саксофонист Валерий Зуйков, контрабасист Руслан Хаин, трубач Иван Васильев, барабанщик Саша Машин, саксофонист Дмитрий Баевский и многие другие.
Ежегодно, в зале JFC Jazz Club, проводится Фестиваль гитарного джаза, являющейся составной частью культурной городской программы Санкт-Петербурга и его значимым событием.
По версии профильного издания DownBeat клуб JFC входит в список 150 лучших джазовых клубов мира.
Дизайн интерьера клуба разработал художник Дмитрий Шарапов. Он же курирует выставочную программу клубной Галерея Jazz-Art.
Здесь проходили камерные персональные выставки художников: Натальи Земляной, Светы Носовой, Дмитрия Шарапова, Славы Хомутова, Алисы Юфы, Александра Журавлёва, Алексея Парыгина, Феликса Волосенкова, Григория Молчанова, Анатолия Заславского;
фотографов: Татьяны Леонтьевой, Галины Кожемяченко, Владимира Михайлуцы, Нины Данилиной и ряда других;
музыкантов Вадима Бондаренко, Владимира Волкова.
Абстрактное изображение может быть прочитано каждым зрителем по-своему и каждый раз по разному, как и импровизация в музыке. Я не утверждаю, но получается, что абстрактное искусство наиболее точно иллюстрирует импровизационную музыку. Работая над раскрытием темы импровизационной музыки в изобразительном искусстве я привлекаю художников, которым это интересно <...> Словом, музыканты играют джаз, а мы пытаемся его изобразить.